# Licuala kunstleri
Licuala kunstleri är en enhjärtbladig växtart som beskrevs av Odoardo Beccari. Licuala kunstleri ingår i släktet Licuala och familjen Arecaceae. Inga underarter finns listade i Catalogue of Life.